# Association scientifique et technique pour l'eau et l'environnement
 (octobre 2024).
L’Association scientifique et technique pour l'eau et l'environnement (ASTEE) est une association française de professionnels, créée en 1905, comme « association à caractère scientifique et technique » reconnue d’utilité publique et qui regroupe des membres (plus de 4 000 adhérents en 2024), issus d’organismes publics et privés, tous acteurs des services publics locaux de l’environnement.
Ses thèmes de compétence et de travail sont l'eau, les déchets et l'environnement.
Son ancien nom avant le changement de ses statuts le 6 juin 2006 était Association Générale des Hygiénistes et Techniciens Municipaux (AGHTM).

## Plateforme pluridisciplinaire pour les acteurs publics et privés de l’eau
L'Astee s’affiche comme étant une « plate forme d’échange et de recherche de consensus », ayant pour objectif de produire et diffuser de l’information technique de référence (guides, chartes, résumés pour décideurs, etc. ).

## Gouvernance
Le conseil d'administration s’appuie sur une directrice (Anne-Laure Makinsky depuis 2024) et un secrétariat qui permettent à 45 groupes de travail d’environ 400 bénévoles organisés en 12 sections régionales. 

## Missions
Selon le site internet de l’association, ces missions portent sur les« aspects méthodologiques, techniques et réglementaires liés à la gestion de l’eau potable, de l’assainissement, des eaux pluviales, des milieux aquatiques, des déchets, de la propreté et de la qualité de l’environnement » L’Astee peut produire des recommandations pour les  pouvoirs publics et joue un rôle d’aide à la décision et de conseil pour divers acteurs de l’eau et du développement durable (élus locaux des collectivités territoriales, communes et établissements publics de coopération intercommunale.
Elle se donne aussi pour mission de « contribuer à un partage des connaissances au niveau national, européen et international ».
Chaque année l’Association organise un congrès annuel et des évènements régionaux et nationaux, des webconférences, remise de prix, comme par exemple l'exposition de la Cité Reconstituée, exposition d'urbanisme en 1916.

## Partenaires
L’Astee travaille notamment avec des associations de collectivités, et divers acteurs de l’eau et de l’environnement (dont OFB, Ministères chargés de l’Écologie, de la Santé, de l’Agriculture, FP2E, FNCCR, OIEAU, CIE, et autres associations œuvrant en France dans le domaine de l’eau comme SHF, AFEID, Académie de l’Eau.)
L’Astee est le représentant français de 3 organisations internationales : IWA - Internation Water Association, ISWA - International Solid Waste Association (en), CEOCOR (Committee for the Study of Corrosion.

## Publication
Depuis 1906, l’Astee édite une revue à comité de lecture : TSM (Techniques Sciences Méthodes) lue par environ 10 000 lecteurs en 2016 selon l’association. Son contenu porte sur les thèmes de l’eau et de l’environnement.
Chaque année, l’Astee organise un congrès national, à l’attention des professionnels et acteurs du monde de l’eau et de l’environnement.